# NGC 4433
NGC 4433 este o intermediate spiral galaxy⁠(d) situată în constelația Fecioara. A fost descoperită în 16 martie 1828 de către John Herschel. Se află la o distanță de 44,06 de megaparseci de Pământ.